# Conseil d'Églises chrétiennes en France
Le Conseil d'Églises chrétiennes en France, connu également sous l'acronyme CÉCEF, est un organisme de dialogue œcuménique rassemblant les responsables des différentes églises chrétiennes en France.

## Fonctionnement
Le Conseil d'Églises chrétiennes en France est composé de dix-neuf membres. Il est co-présidé par les présidents de la Fédération protestante de France, de la Conférence des évêques de France, et de l'Assemblée des évêques orthodoxes de France. En plus de ces trois co-présidents, sont désignés :
- cinq représentants protestants par la Fédération protestante de France ;
- cinq représentants catholiques par la Conférence des évêques de France ;
- trois représentants orthodoxes par l'Assemblée des évêques orthodoxes de France ;
- deux représentants de l'église orthodoxe orientale, le primat du diocèse de France de l’Église apostolique arménienne et un autre membre
- un représentant anglican par l'archidiacre pour la France du diocèse de Gibraltar en Europe de l’Église anglicane[1].

Les décisions sont prises à l'unanimité.

## Histoire
Le CECEF est fondé le 17 décembre 1987. Le Conseil fait des déclarations aux chrétiens lors des fêtes de Pâques, Noël, pour la Semaine de prière pour l'unité des chrétiens ou encore lors des rencontres européennes de Taizé. Il interpelle régulièrement l'opinion publique sur des sujets bioéthiques et lors des grands événements nationaux ou internationaux,,.
En 1994, est proposée une traduction œcuménique du Credo en français : le Symbole de Nicée-Constantinople et le Symbole des apôtres. Le Jubilé de l'an 2000 est fêté par une célébration commune le 13 avril 2000 à Lyon. En 2012, le CECEF lance un prix biennal sur les travaux universitaire portant sur les questions œcuméniques.
En 2017, la nouvelle traduction du Notre Père en français adoptée par l'Église catholique ainsi que par l'Église protestante unie de France est recommandée pour les célébrations œcuménique. La précédente traduction commune datait de 1966. En septembre 2017, le label Église verte est fondé par le CECEF. Il vise à encourager l'engagement des différentes communauté chrétiennes dans la lutte contre le réchauffement climatique : isolation des lieux de culte, réduction énergétique, prise de conscience environnementale,.